# Viterskalet
Viterskalet ist eine Wander- und Schutzhütte des schwedischen Wandervereins Svenska Turistföreningen. 
Die Wanderhütte liegt auf einer Höhe von 880 Metern und hat 28 Betten. Während der Wandersaison von Ende Februar bis Anfang Mai und von Ende Juni bis Ende September wird die Hütte von einem Hüttenwirt bewirtschaftet und es gibt Proviantverkauf. Außerhalb dieser Zeit ist ein Sicherheitsraum mit Nottelefon geöffnet. Viterskalet ist die südlichste Wanderhütte am schwedischen Fernwanderweg Kungsleden.
Eine erste Wanderhütte an diesem Ort gab es bereits im Jahre 1925. Die aktuelle Wanderhütte (2011) wurde 2001 erbaut.
Viterskalet liegt im Syterskalet, einem Tal des Norra Storfjället.
Der Abstand nach Hemavan und Syter beträgt am Kungsleden jeweils zwölf Kilometer. Nach Syter gibt es zudem eine kräftezehrende Alternativroute über den Norra Sytertoppen, der mit 1768 Metern höchsten Erhebung von Västerbottens län. Des Weiteren gibt es einen neun Kilometer langen Weg  zu dem an der Straße von Storuman nach Mo i Rana gelegenen Dorf Klippen.